# تل (باستان‌شناسی)

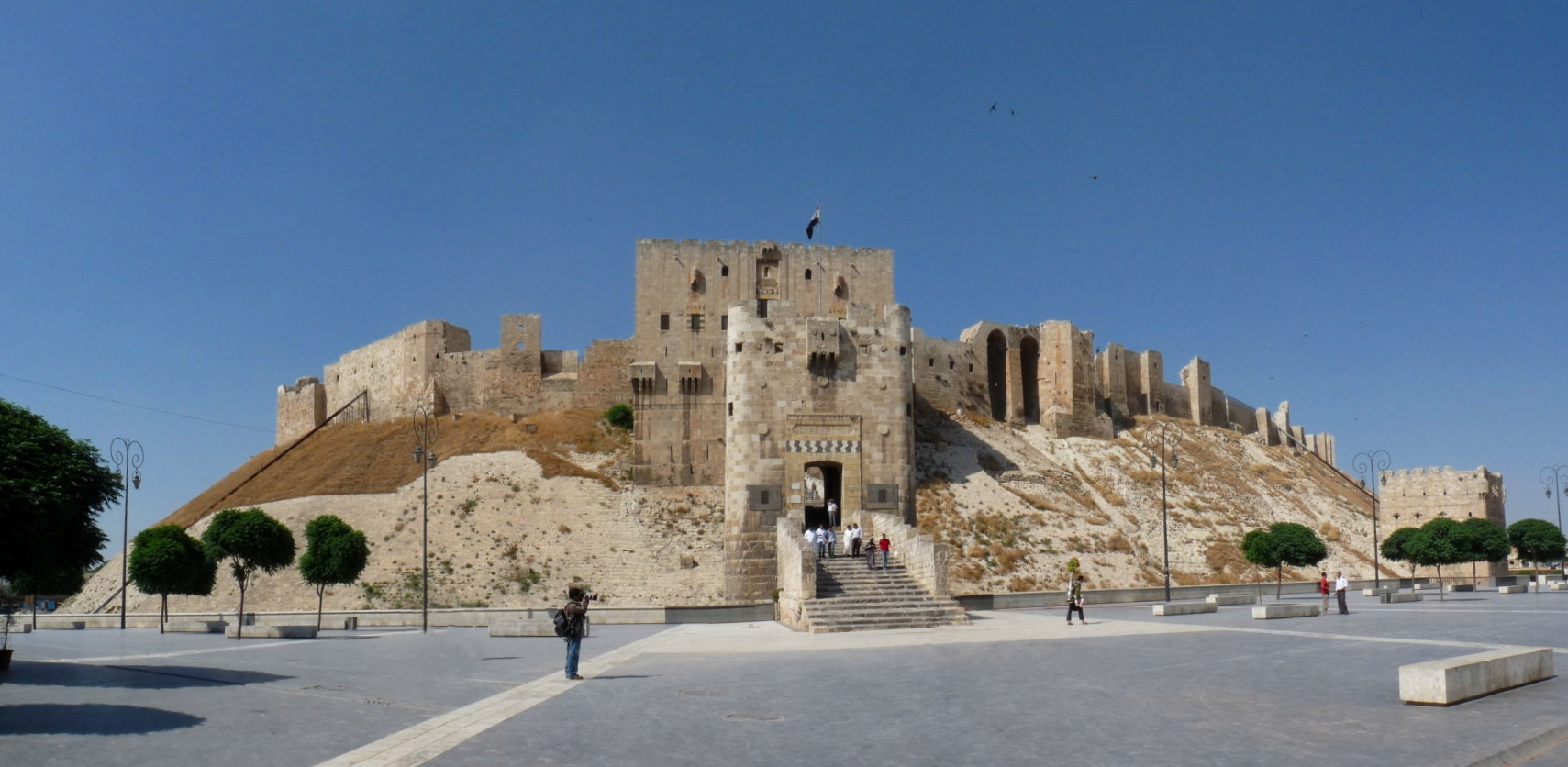
نمای دژ حلب در شمال سوریه که روی تلی با قدمت دست‌کم ۴۰۰۰ هزار سال ساخته شده است

تل (عربی: تَل، عبری: תֵּל) گونه‌ای از تپهٔ باستانی است که بر اثر متروکه شدن سکونتگاه انسانی در یک محوطهٔ جغرافیایی پس از سده‌ها ایجاد می‌شود. تل‌ها شبیه به مخروط ناقص کوتاه با رویهٔ مسطح و کناره‌های شیبدار هستند. این نام معمولاً برای محوطه‌های موجود در خاورمیانه به کار می‌رود و غالباً بخشی از نام محلی مکان را تشکیل می‌دهد.

## باستان‌شناسی

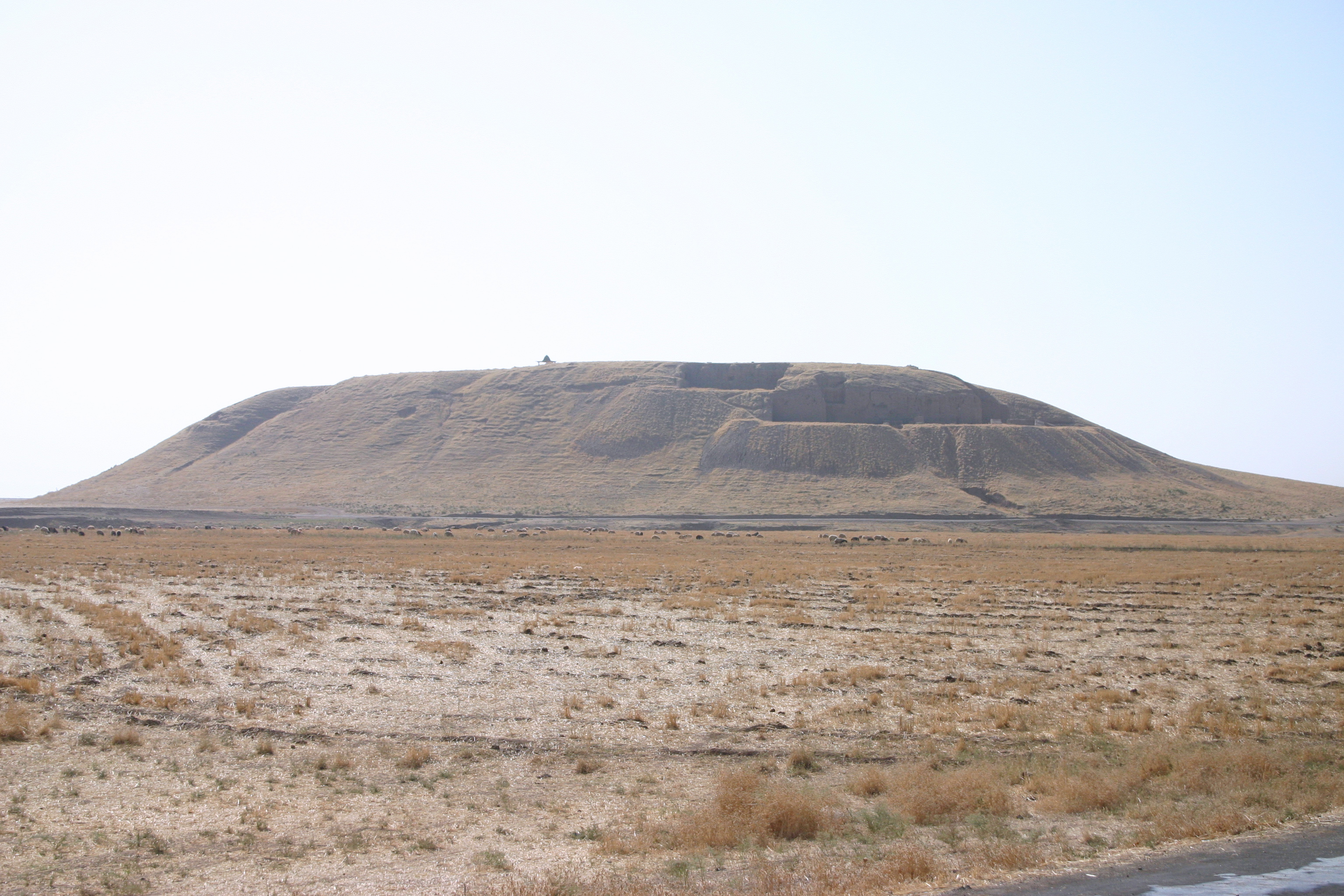
نمای تل باری در شمال شرقی سوریه

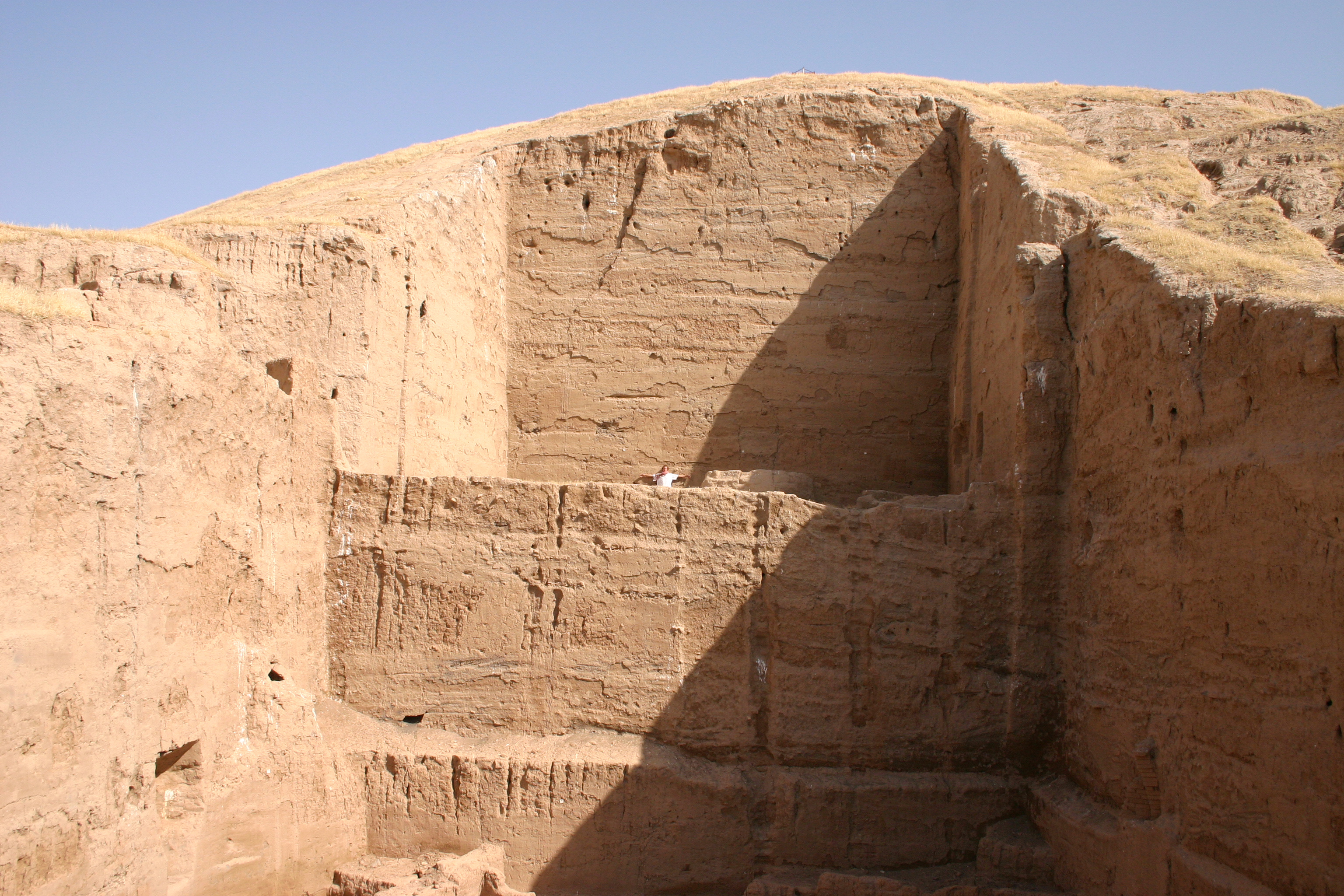
نمای منطقهٔ کاوش در تل باری. برای درک ابعاد تل، به فرد ایستاده در میانهٔ تصویر توجه کنید.

تل یک تپهٔ مصنوعی است که توسط چندین نسل از مردم که سده‌ها در آن مکان زندگی یا آن را بازسازی می‌کنند، ساخته می‌شود. در طول زمان، تراز افزایش می‌یابد و یک تپه را تشکیل می‌دهد. جزء اصلی تودهٔ تل‌ها آجر گلی است که به سرعت متلاشی می‌شود. حفاری تل می‌تواند سازه‌های دفن‌شده مانند ساختمان‌های دولتی یا نظامی، زیارتگاه‌های مذهبی و خانه‌ها را آشکار کند. این سازه‌ها ممکن است با توجه به تاریخ کاربریشان در عمق‌های گوناگون قرار داشته باشند. غالباً ساختمان‌ها به صورت افقی یا قائم یا هر دو با یکدیگر هم‌پوشانی دارند. باستان‌شناسان برای تفسیر معماری، هدف و زمان سکونت، تل‌ها را حفاری می‌کنند. از آن‌جایی که حفاری تل‌ها فرایندی مخرب است، فیزیک‌دانان و زمین‌شناسان روش‌هایی غیرمخرب را برای نقشه‌برداری از تل‌ها توسعه داده‌اند.